# Otakar Češpiva
Otakar Češpiva (13. července 1912 – 13. února 1977) byl český fotbalista, záložník.

## Fotbalová kariéra
V československé lize hrál za týmy AFK Bohemians Praha a SK Čechie Karlín. Nastoupil v 99 ligových utkáních a dal 3 góly, byl finalistou Českého poháru 1942. Po ukončení aktivní kariéry se věnoval trénování v menších klubech (Zbraslav, Krč).

## Ligová bilance
| Ročník               | Zápasy | Góly |                      |
| -------------------- | ------ | ---- | -------------------- |
| Národní liga 1940/41 | 21     | 0    | Bohemia AFK Vršovice |
| Národní liga 1941/42 | 16     | 0    | Bohemia AFK Vršovice |
| Národní liga 1942/43 | 22     | 2    | Bohemia AFK Vršovice |
| Národní liga 1943/44 | 24     | 0    | Bohemia AFK Vršovice |
| Státní liga 1945/46  | 11     | 1    | AFK Bohemians Praha  |
| Státní liga 1947/48  | 5      | 1    | SK Čechie Karlín     |
| CELKEM               | 99     | 3    |                      |